# Trenč
Trenč (węg. Tőrincs) – wieś (obec) na Słowacji położona w kraju bańskobystrzyckim, w powiecie Łuczeniec. Pierwsze wzmianki o miejscowości pochodzą z roku 1327. 
Według danych z dnia 31 grudnia 2012, wieś zamieszkiwało 476 osób, w tym 231 kobiet i 245 mężczyzn.
W 2001 roku rozkład populacji względem narodowości i przynależności etnicznej wyglądał następująco:
- Słowacy – 51,81%
- Romowie – 6,96%
- Węgrzy – 30,08%

Ze względu na wyznawaną religię struktura mieszkańców kształtowała się w 2001 roku następująco:
- Katolicy rzymscy – 72,98%
- Ewangelicy – 2,23%
- Ateiści – 9,47%
- Nie podano – 13,09%